# 大統領1ドル硬貨プログラム
大統領1ドル硬貨プログラム（だいとうりょう1ドルこうかプログラム、英: Presidential $1 Coin Program）は、2005年12月22日に議会制定法、公法109-145が制定されたことを契機に開始された。この法律は表面にアメリカ合衆国大統領の肖像が刻まれた1ドル硬貨の鋳造をアメリカ合衆国造幣局に命じるものである。合衆国50州の異なるデザインが描かれた25セント硬貨を毎年5州分ずつ10年かけて発行するプログラム「50州25セント硬貨プログラム」の成功に続き、過去の大統領の肖像が刻まれた1ドル硬貨を、毎年4人分ずつ就任順に発行するスケジュールが決まっている。
2007年から2011年までの間に、未使用の大統領1ドル硬貨が大量に備蓄されてしまい、2012年から2016年までの大統領硬貨は収集家のためだけに鋳造されることになった。

## 大統領1ドル硬貨

### プログラムの詳細

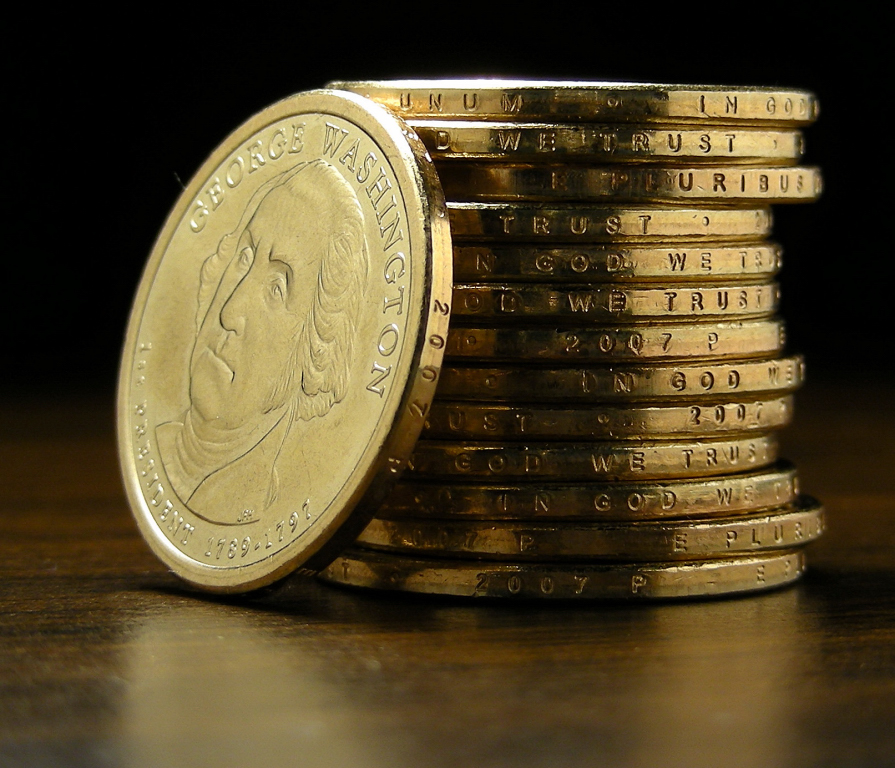
縁への書き込みを示すスタック

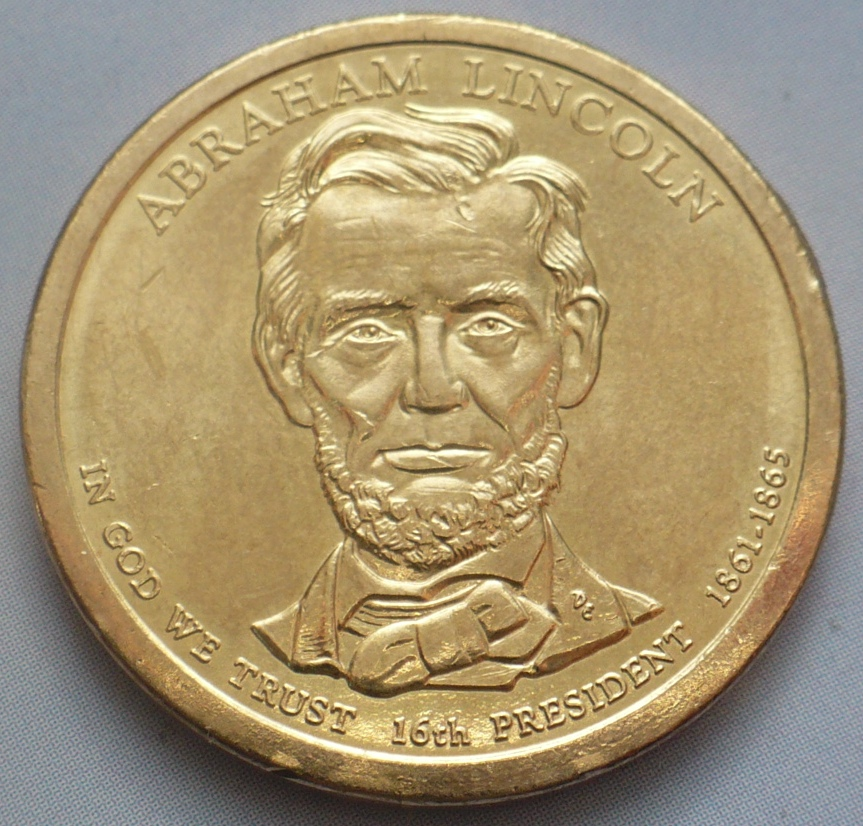
エイブラハム・リンカーンの1ドル硬貨

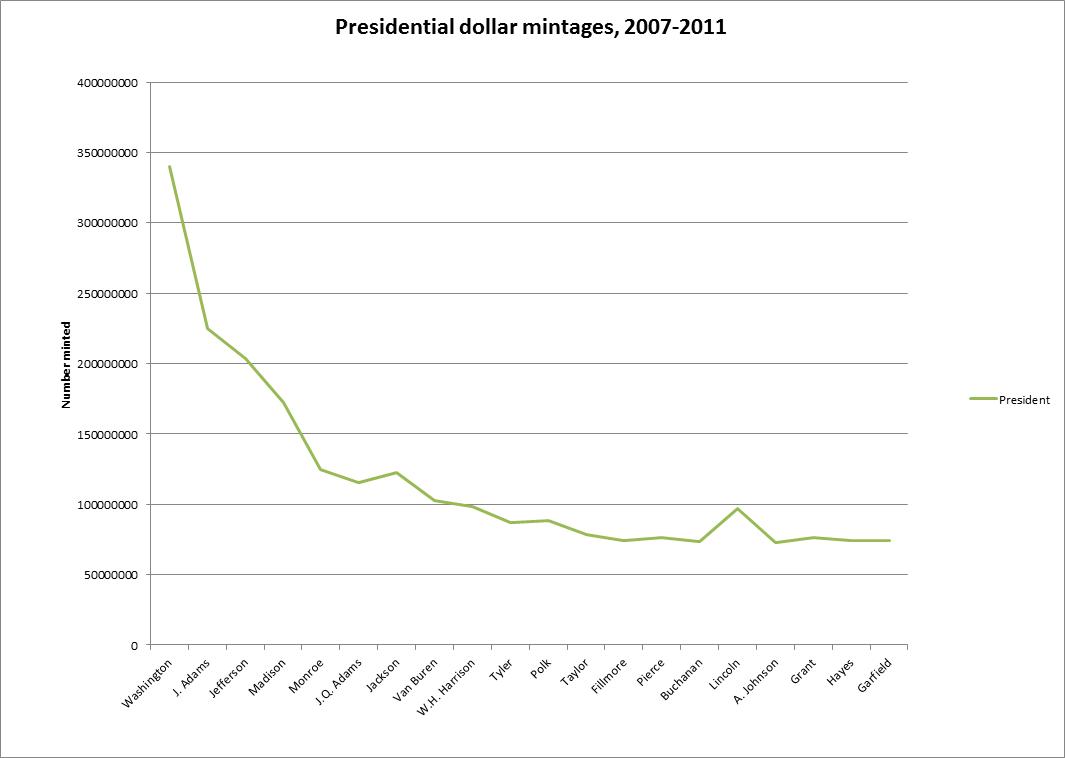
2007年から2011年までに発行された大統領硬貨の枚数を示すグラフ

「大統領1ドル硬貨法」案はハリー・リードとジョン・スヌヌによって提出された。2005年11月18日に上院で全会一致の同意で可決された後、12月13日に下院でも圧倒的多数で可決され、12月22日にアメリカ合衆国大統領ジョージ・W・ブッシュが署名して制定された。
大きさ、重さ、金属組成物の割合はサカガウィア・ダラー（ネイティブ・アメリカンの1ドル硬貨）のものと同一である。2007年から2016年までの10年間に、時系列順に毎年4人ずつの歴代大統領の硬貨を鋳造かつ発行されることが決まっている。基本的には大統領硬貨4つとネイティブ・アメリカン硬貨1つ、年間5つの新たな別個の1ドル硬貨が発行される。初代大統領ジョージ・ワシントンの硬貨は2007年2月15日に発行された。
硬貨の縁にはその鋳造年、ミントマーク、"E pluribus unum"（多数から一つという意味）や"In God We Trust"（我々は神を信じるの意味）といった文字が刻印されている。また、硬貨の裏面には自由の女神の肖像と"$1"（1ドル）、"United States of America"（アメリカ合衆国）の文字が刻印されている。硬貨の表面には元大統領の肖像、フルネーム、代数、在任期間が刻印されている。"In God We Trust"の文字は第9代のウィリアム・ヘンリー・ハリソンから表面に表示されるように変更された。

### 鋳造のエラー
2007年3月7日に、アメリカ合衆国造幣局は同年2月15日に発行されたジョージ・ワシントンの1ドル硬貨で、縁の文字が欠落しているエラーのものが流通していることを明らかにした。その枚数は一説によると少なくとも50,000枚を上回るという。硬貨から欠落している文字の一つは"In God We Trust"（我々は神を信じる）のうちの"God"の部分であったために"Godless dollars"（神無きドル）と名付けられた。また、2007年3月上旬にコロラド州在住のカップルがジョージ・ワシントンと自由の女神の肖像の両方が欠落しており、一方の面が刻印されていない非常に稀な1ドル硬貨を発見している。
次いで発行されたジョン・アダムズの1ドル硬貨のエラーは縁が二重に刻印されるというものだった。硬貨がエッジ・レタリング機を二回通過する際にこのようなエラーが発生する。
硬貨の中には、縁の文字が逆さまに打たれているものも存在する。これらは鋳造中のエラーでは無く、50%近くの割合で存在している。

### 備蓄と鋳造の停止
アメリカ合衆国造幣局が委託した発行前の調査によれば、調査対象となったアメリカ人の約半数が大統領1ドル硬貨の収集に興味を持っていると述べていた。しかし、2011年までに、14億枚の1ドル硬貨が流通せずに備蓄されていた。これは2016年には20億枚にまで達した可能性があると見られている。
カリフォルニア州選出の連邦下院議員ジャッキー・スパイアーは誰も望まない不要な硬貨が大量に鋳造されているとして、大統領1ドル硬貨プログラムを全面的に即時停止するよう求める法案を議会に提出することを計画した。アメリカ会計検査院（GAO）は需要度の低い1ドル硬貨と需要度の高い1ドル紙幣を交換すると、30年間で合衆国連邦政府が約55億ドルを節約出来るだろうという見解を表明している。
2011年12月13日に、合衆国副大統領ジョー・バイデンと合衆国財務長官ティモシー・フランツ・ガイトナーは流通させる目的での1ドル硬貨の鋳造を中断すると発表した。チェスター・A・アーサー以降に発行される大統領硬貨は収集家のためだけに発行されることになった。

### プログラムの終了
法律はその対象になる時に、故人になってから少なくとも2年間が経過していることを発行の条件としている。現時点で条件を満たしている全員の元大統領をたたえるまでに10年かかる。したがって、ロナルド・レーガンがたたえられる予定の2016年の2年前、2014年までにジミー・カーターまたはレーガンの後継の元大統領が死亡しない限り、プログラムは2016年限りで終了することが決められた。プログラムが終了するまでに条件を満たさなかった元大統領の硬貨を発行するには新たな議会制定法の制定が必要となる。2020年に4年ぶりとなるジョージ・H・W・ブッシュの硬貨が発行された。

### 硬貨の一覧
以下のように歴代大統領の肖像が表面に描かれた1ドル硬貨が発行されている。	
| 発行 番号 | 大統領 代数 | 大統領 氏名                      | 発売日         | 総造幣 枚数 | デザイン | 在任期間    |
| --------- | ----------- | -------------------------------- | -------------- | ----------- | -------- | ----------- |
| 1         | 初代        | ジョージ・ワシントン             | 2007年2月15日  | 340,360,000 |          | 1789–1797年 |
| 2         | 2代         | ジョン・アダムズ                 | 2007年5月17日  | 224,560,000 |          | 1797–1801年 |
| 3         | 3代         | トーマス・ジェファーソン         | 2007年8月16日  | 203,610,000 |          | 1801–1809年 |
| 4         | 4代         | ジェームズ・マディソン           | 2007年11月15日 | 172,340,000 |          | 1809–1817年 |
| 5         | 5代         | ジェームズ・モンロー             | 2008年2月14日  | 124,490,000 |          | 1817–1825年 |
| 6         | 6代         | ジョン・クィンシー・アダムズ     | 2008年5月15日  | 115,260,000 |          | 1825–1829年 |
| 7         | 7代         | アンドリュー・ジャクソン         | 2008年8月14日  | 122,250,000 |          | 1829–1837年 |
| 8         | 8代         | マーティン・ヴァン・ビューレン   | 2008年11月13日 | 102,480,000 |          | 1837–1841年 |
| 9         | 9代         | ウィリアム・ヘンリー・ハリソン   | 2009年2月19日  | 98,420,000  |          | 1841年      |
| 10        | 10代        | ジョン・タイラー                 | 2009年5月21日  | 87,080,000  |          | 1841–1845年 |
| 11        | 11代        | ジェームズ・K・ポーク            | 2009年8月20日  | 88,340,000  |          | 1845–1849年 |
| 12        | 12代        | ザカリー・テイラー               | 2009年11月19日 | 78,260,000  |          | 1849–1850年 |
| 13        | 13代        | ミラード・フィルモア             | 2010年2月18日  | 74,480,000  |          | 1850–1853年 |
| 14        | 14代        | フランクリン・ピアース           | 2010年5月20日  | 76,580,000  |          | 1853–1857年 |
| 15        | 15代        | ジェームズ・ブキャナン           | 2010年8月19日  | 73,360,000  |          | 1857–1861年 |
| 16        | 16代        | エイブラハム・リンカーン         | 2010年11月18日 | 97,020,000  |          | 1861–1865年 |
| 17        | 17th        | アンドリュー・ジョンソン         | 2011年2月17日  | 72,660,000  |          | 1865–1869年 |
| 18        | 18代        | ユリシーズ・S・グラント          | 2011年5月19日  | 76,020,000  |          | 1869–1877年 |
| 19        | 19代        | ラザフォード・B・ヘイズ          | 2011年8月18日  | 74,480,000  |          | 1877–1881年 |
| 20        | 20代        | ジェームズ・ガーフィールド       | 2011年11月17日 | 74,200,000  |          | 1881年      |
| 21        | 21代        | チェスター・アーサー             | 2012年2月5日   | 10,080,000  |          | 1881–1885年 |
| 22        | 22代        | グロバー・クリーブランド (1期目) | 2012年5月25日  | 9,520,000   |          | 1885–1889年 |
| 23        | 23代        | ベンジャミン・ハリソン           | 2012年8月16日  | 9,840,001   |          | 1889–1893年 |
| 24        | 24代        | グロバー・クリーブランド (2期目) | 2012年11月15日 | 14,600,000  |          | 1893–1897年 |
| 25        | 25代        | ウィリアム・マッキンリー         | 2013年2月19日  | 8,125,100   |          | 1897–1901年 |
| 26        | 26代        | セオドア・ルーズベルト           | 2013年4月11日  | 9,230,700   |          | 1901–1909年 |
| 27        | 27代        | ウィリアム・ハワード・タフト     | 2013年7月9日   | 8,120,000   |          | 1909–1913年 |
| 28        | 28代        | ウッドロウ・ウィルソン           | 2013年10月17日 | 7,980,000   |          | 1913–1921年 |
| 29        | 29代        | ウォーレン・G・ハーディング      | 2014年2月6日   | 9,940,000   |          | 1921–1923年 |
| 30        | 30代        | カルビン・クーリッジ             | 2014年4月10日  | 8,260,000   |          | 1923–1929年 |
| 31        | 31代        | ハーバート・フーヴァー           | 2014年6月19日  | 8,260,000   |          | 1929–1933年 |
| 32        | 32代        | フランクリン・D・ルーズベルト    | 2014年8月28日  | 8,680,000   |          | 1933–1945年 |
| 33        | 33代        | ハリー・S・トルーマン            | 2015年2月5日   | 8,400,000   |          | 1945–1953年 |
| 34        | 34代        | ドワイト・D・アイゼンハワー      | 2015年4月13日  | 8,545,998   |          | 1953–1961年 |
| 35        | 35代        | ジョン・F・ケネディ              | 2015年6月18日  | 11,340,000  |          | 1961–1963年 |
| 36        | 36代        | リンドン・B・ジョンソン          | 2015年8月18日  | 12,040,000  |          | 1963–1969年 |
| 37        | 37代        | リチャード・M・ニクソン          | 2016年2月3日   | 10,000,000  |          | 1969–1974年 |
| 38        | 38代        | ジェラルド・R・フォード          | 2016年3月8日   | 10,500,000  |          | 1974–1977年 |
| 39        | 40代        | ロナルド・レーガン               | 2016年7月5日   | 13,020,000  |          | 1981–1989年 |
| 40        | 41代        | ジョージ・H・W・ブッシュ         | 2020年12月4日  | 2,744,700   |          | 1989–1993年 |

## ファーストレディの10ドル金貨

### プログラムの詳細とエラー

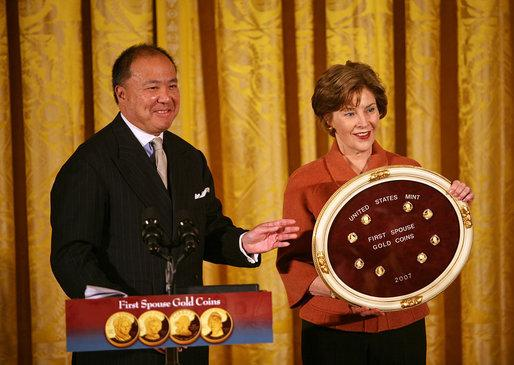
アメリカ合衆国造幣局のディレクター、エドモンド・C・モイと ファーストレディ、 ローラ・ブッシュ（2007年11月19日）

アメリカ合衆国造幣局は10ドル金貨を発行することで、ファーストレディの功績をたたえる。大統領1ドル硬貨と同じスケジュールで、「ファーストスパウズ」（第一級の配偶者）、つまりはファーストレディの金貨を発行している。この硬貨の発行は「大統領1ドル硬貨法」により、承認された。
金貨の裏面にはその配偶者の人生や仕事の象徴的な場面が描かれるのに加え、"E pluribus UNUM"、"$10"、"United States of America"、"1/2 oz."と".9999 Fine Gold"（.9999の純金）の文字が刻印される。また、金貨の表面には配偶者の肖像、フルネーム、ファーストスパウズとしての代数に奉仕期間と鋳造年、"Liberty"（自由）、"In God We Trust"の文字が刻印される。
独身、あるいは既に配偶者が亡くなっていた場合は金貨の表面に自由のシンボルが描かれ、当該大統領の代数と在任期間が刻印される。チェスター・A・アーサーの妻、エレン・アーサーも夫の大統領就任時には既に亡くなっていたが、例外的に彼の任期中に出生した著名な婦人参政権論者のアリス・ポールの肖像が描かれている。
「大統領1ドル硬貨法」の§ 5112(o)(5)(A)には大統領1ドル硬貨と同時に、その配偶者の金貨も発行されることが定められている。
ファーストスパウズ金貨と同時に、銅メダルも発行されている。2009年2月に『コインワールド』はいくつかのアビゲイル・アダムズのメダルの裏面にルイーザ・アダムズのデザインが誤って刻印されていたと報告した。「ミュール」と呼ばれるこれらの作品は2007年に発売されたファーストスパウズのメダルセット内に含まれていた。

### 硬貨の一覧
以下のように歴代ファーストレディの肖像が表面に描かれた10ドル硬貨が発行されている。	
| 発行 番号 | 配偶者 代数 | 配偶者 氏名                               | 発売日         | 表面 デザイン | 裏面 デザイン | 奉仕期間    |
| --------- | ----------- | ----------------------------------------- | -------------- | ------------- | ------------- | ----------- |
| 1         | 初代        | マーサ・ワシントン                        | 2007年6月19日  |               |               | 1789–1797年 |
| 2         | 2代         | アビゲイル・アダムズ                      | 2007年6月19日  |               |               | 1797–1801年 |
| 3         | 3代         | トーマス・ジェファーソン のリバティ       | 2007年8月30日  |               |               | 1801–1809年 |
| 4         | 4代         | ドリー・マディソン                        | 2007年11月19日 |               |               | 1809–1817年 |
| 5         | 5代         | エリザベス・モンロー                      | 2008年2月28日  |               |               | 1817–1825年 |
| 6         | 6代         | ルイーザ・アダムズ                        | 2008年5月29日  |               |               | 1825–1829年 |
| 7         | 7代         | アンドリュー・ジャクソン のリバティ       | 2008年8月28日  |               |               | 1829–1837年 |
| 8         | 8代         | マーティン・ヴァン・ビューレン のリバティ | 2008年11月25日 |               |               | 1837–1841年 |
| 9         | 9代         | アンナ・ハリソン                          | 2009年3月5日   |               |               | 1841年      |
| 10        | 10代        | レティティア・タイラー                    | 2009年7月2日   |               |               | 1841–1842年 |
| 10A       | 10A代       | ジュリア・タイラー                        | 2009年8月6日   |               |               | 1844–1845年 |
| 11        | 11代        | サラ・ポーク                              | 2009年9月3日   |               |               | 1845–1849年 |
| 12        | 12代        | マーガレット・テイラー                    | 2009年12月3日  |               |               | 1849–1850年 |
| 13        | 13代        | アビゲイル・フィルモア                    | 2010年3月18日  |               |               | 1850–1853年 |
| 14        | 14代        | ジェーン・ピアース                        | 2010年6月3日   |               |               | 1853–1857年 |
| 15        | 15代        | ジェームズ・ブキャナン のリバティ         | 2010年9月2日   |               |               | 1857–1861年 |
| 16        | 16代        | メアリー・トッド・リンカーン              | 2010年12月2日  |               |               | 1861–1865年 |
| 17        | 17代        | エライザ・ジョンソン                      | 2011年5月5日   |               |               | 1865–1869年 |
| 18        | 18代        | ジュリア・グラント                        | 2011年6月23日  |               |               | 1869–1877年 |
| 19        | 19代        | ルーシー・ヘイズ                          | 2011年9月1日   |               |               | 1877–1881年 |
| 20        | 20代        | ルクレティア・ガーフィールド              | 2011年12月1日  |               |               | 1881年      |
| 21        | 21代        | アリス・ポール                            | 2012年10月12日 |               |               | N/A         |
| 22        | 22代        | フランシス・クリーブランド (1期目)        | 2012年11月15日 |               |               | 1886–1889年 |
| 23        | 23代        | キャロライン・ハリソン                    | 2012年12月6日  |               |               | 1889–1892年 |
| 24        | 24代        | フランシス・クリーブランド (2期目)        | 2012年12月20日 |               |               | 1893–1897年 |
| 25        | 25代        | アイダ・マッキンリー                      | 2013年11月14日 |               |               | 1897–1901年 |
| 26        | 26代        | イーディス・ルーズベルト                  | 2013年11月21日 |               |               | 1901–1909年 |
| 27        | 27代        | ヘレン・タフト                            | 2013年12月2日  |               |               | 1909–1913年 |
| 28        | 28代        | エレン・ウィルソン                        | 2013年12月9日  |               |               | 1913–1914年 |
| 28A       | 38A代       | イーディス・ウィルソン                    | 2013年12月16日 |               |               | 1915–1921年 |
| 29        | 29代        | フローレンス・ハーディング                | 2014年7月10日  |               |               | 1921–1923年 |
| 30        | 30代        | グレース・クーリッジ                      | 2014年7月17日  |               |               | 1923–1929年 |
| 31        | 31代        | ルー・フーヴァー                          | 2014年8月14日  |               |               | 1929–1933年 |
| 32        | 32代        | エレノア・ルーズベルト                    | 2014年9月4日   |               |               | 1933–1945年 |
| 33        | 33代        | ベス・トルーマン                          | 2015年4月16日  |               |               | 1945–1953年 |
| 34        | 34代        | マミー・アイゼンハワー                    | 2015年5月7日   |               |               | 1953–1961年 |
| 35        | 35代        | ジャクリーン・ケネディ                    | 2015年6月25日  |               |               | 1961–1963年 |
| 36        | 36代        | レディ・バード・ジョンソン                | 2015年8月27日  |               |               | 1963–1969年 |
| 37        | 37代        | パトリシア・ニクソン                      | 2016年2月18日  |               |               | 1969–1974年 |
| 38        | 38代        | ベティ・フォード                          | 2016年3月25日  |               |               | 1974–1977年 |
| 39        | 40代        | ナンシー・レーガン                        | 2016年7月1日   |               |               | 1981–1989年 |
| 40        | 41代        | バーバラ・ブッシュ                        | 2020年8月20日  |               |               | 1989–1993年 |